# Chichimekowie

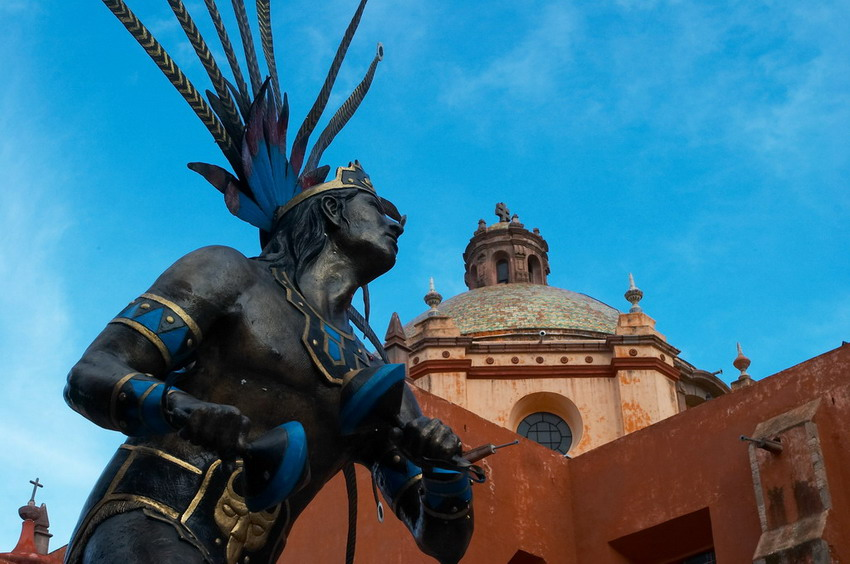
Rzeźba chichimeckiego tancerza w Querétaro

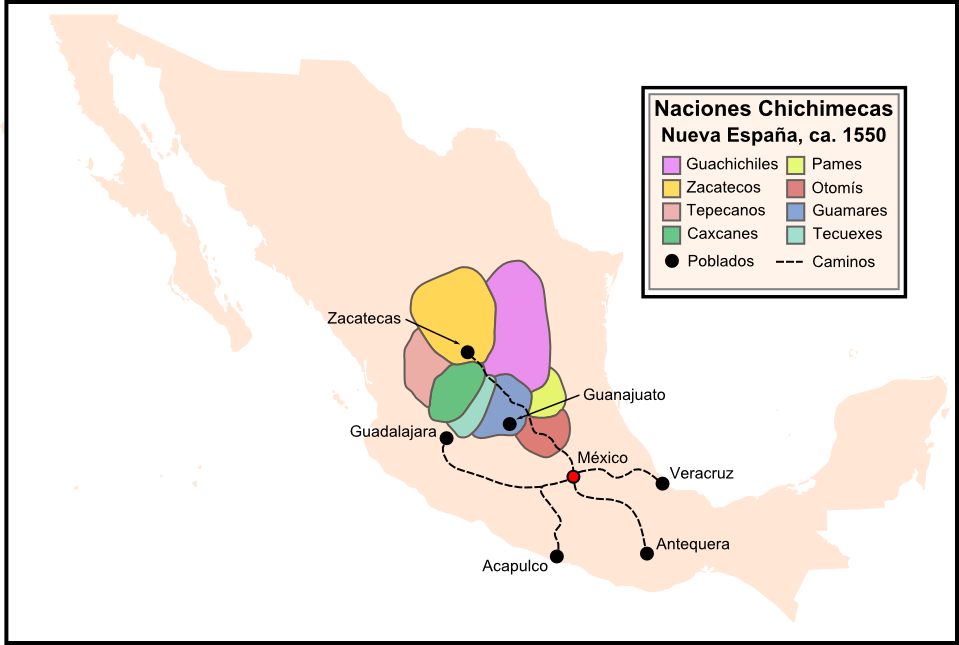
Rozmieszczenie plemion Chichimeków na obszarze Wyżyny Meksykańskiej

Chichimekowie (Cziczimekowie, ang. Chichimeca) – prekolumbijski lud koczowników i myśliwych zamieszkujących Wyżynę Meksykańską od XI do XII wieku. Prawdopodobnie spowodowali upadek miasta Teotihuacán. W XV wieku zostali podbici przez Azteków.

## Charakterystyka
Chichimeków określa się jako wojowniczy lud o koczowniczym i myśliwskim trybie życia, należący do grupy językowej nahuatl, osiadły na suchych stepach, na północy Meksyku.
Po zdobyciu "Miasta Bogów" Chichimekowie stopniowo asymilowali się z miejscową ludnością, przyswajając sobie zdobycze kulturalne i tradycje Teotihuacan. Stali się biegli w rzemiośle i sztuce. Ich mistrzostwo było tak wielkie, że nadali sobie tytuł toltecas co znaczyło rękodzielnicy lub artyści. Franciszkanin Bernardino de Sahagún w swojej Historia general de las cosas de Nueva España przedstawił taki oto opis: 
 "Chichimekowie dzielili się na trzy odłamy [...] tacy, których zowią Teochichimecami, czyli barbarzyńcami albo inaczej Zacachichimecami, to jest ludźmi dzikimi, są mieszkańcami odległych okolic[...] oni pierwsi odkryli i zaczęli użytkować korzeń zwany peyotlem, spożywają go zamiast wina, to samo czynili z grzybami niejadalnymi, zwanymi nanacatl, oszałamiającymi podobnie jak wino; po wypiciu i spożyciu tego środka gromadzili się na polu i tam tańczyli, dopóki starczyło im ochoty i śpiewali za dnia i przez całą noc, a następnego dnia wszyscy zalewali się łzami i mówili, że w ten sposób myli sobie i czyścili oczy i twarze [...] Tych, którzy byli bardzo starzy zabijali strzałami, mówiąc, że w ten sposób oszczędzali im zmartwień, aby nie kłopotali się więcej na świecie[...] Mieli, każdy, tylko jedną żonę, nikt, nawet wódz, nie mógł mieć dwóch[...] i mówiło się, że nie cudzołożyli[...] a jeśli wydarzyło się coś podobnego, wtedy wódz ich zwoływał całą gromadę, którą rządził, winowajców stawiano przed zgromadzonymi i wódz wydawał rozkaz, aby każdy z obecnych wystrzelił w nich cztery strzały[...] w ten sposób uśmiercano cudzołożników[...] "
Chichimekowie zajęli podupadające już miasto Teotihuacán, a następnie Tullantzingo, gdzie stworzyli nową odrębną kulturę znaną jako Toltekowie. Według Marii Frankowskiej koczownicy chichimeccy szybko przyswoili sobie nieznane im dotychczas osiągnięcia kulturowe podbitego ludu twórczo je rozwijając co doprowadziło do powstania na Wyżynie Meksykańskiej ważnego ośrodka kulturowego – tolteckiego.

## Chichimekowie w czasach konkwisty

### Powstanie Chichimeków
Pierwszy opis Chichimeców znajduje się w liście konkwistadora Cortésa z 1526, w którym wspomina o północnych plemionach nie podbitych przez Azteków. Uważał, że podbicie ich pozwoliłoby na wykorzystanie Chichimeków do prac w kopalniach. Podejście takie zaowocowało w 1529 roku wyprawą zbrojną pod przewodnictwem Nuña Beltrana de Guzmán. Z siłą 10500 ludzi oraz z włączonymi wojownikami plemion Nayarit, Jalisco, Durango, Sinaloa i Zapoteków wyruszył on na północ grabiąc, niszcząc i zabijając po drodze wielu tubylców. Takie poczynania spowodowały powstanie czynnego oporu krajowców. Hiszpańskie władze Meksyku zatrzymały i uwięziły Guzmana, lecz krzywdy przez niego wyrządzone nie zostały zapomniane i w 1540 roku wybuchło powstanie Indian. Po roku walk w grudniu 1541 Hiszpanie odzyskali pozorną kontrolę nad północnymi ziemiami.

### Wojna Chichimeków
W 1546 na ziemiach Chichimeków północnych w okolicy El Cerro de la Bufa w Zacatecas odkryto pokłady srebra. Odkrywcą był Juan de Tolosa. Jeszcze tego samego roku we wrześniu zostało założone miasto Zacatecas. Cenny kruszec wywołał pierwszą na ziemi amerykańskiej gorączkę srebra. W bardzo szybkim czasie powstawały kopalnie srebra San Martín, Chalchihuites, Avino, Sombrerete, Fresnillo, Mazapil i Nieves. Hiszpanie tłumnie przenosili się na północne tereny, gdzie atakowali miejscową ludność, zmuszając ją do niewolniczej pracy w kopalniach. Taki stan rzeczy spowodował czynny opór Chichimeków, aż w 1550 roku Hiszpanie oficjalnie ogłosili stan wojny. Była to pierwsza ciężka wojna na terenach Meksyku, która ciągnęła się z przerwami przez kolejne 100 lat.

## Wierzenia
Na temat pierwotnych wierzeń Chichimeków wiadomo dziś niewiele. Najważniejszym bogiem był Curicaveri/Curicaneri („Wielki Ogień”), który był bogiem początku oraz słońca i ognia. Swój patronat sprawował nad królami i wojownikami. Występował w postaci białego orła. Uważano go za stwórcę Huriaty. Na pewno czczono boginię gwiezdną Itzpapalotl (Itzcyeye „Obsydianowy Motyl”). Miała postać motyla lub kobiety z pazurami jaguara. Z jej oczu i ust wystawały kamienne noże. W późniejszym czasie ta sama bogini została adoptowana przez Azteków i była boginią szesnastego dnia miesiąca cozcaguauhtli. Zamieszkiwała królestwo Tamoanchan. Pierwotnym bogiem Chichimeków był Mixcoatl („Chmurny Wąż”, „Wąż Chmur”). Był bogiem gwiazd i polowań (przybierał postać jelenia). Jego osoba kojarzona była z Gwiazdą Polarną oraz z Drogą Mleczną i błyskawicami. Aztekowie adaptując go do swojej mitologii nadali mu imię Iztacmixcoatl („Biały Wąż”) oraz nadali mu dodatkową „funkcję” – pana wschodniej strefy Wszechświata.
Po wojnach z Hiszpanami w ciągu ok. 100 lat nastąpiła przejście Chichimeków na katolicyzm i powolna asymilacja.

## Potomkowie Chichimeków
Obecnie wiele plemion meksykańskich Indian utożsamia się ze starożytnymi Chichimekami. Są to: Otomi, Chichimeca Jonaz, Cora, Huiczole, Pame, Yaqui i Tepehuan.